# Saint-Germain-de-Lusignan
Saint-Germain-de-Lusignan é uma comuna francesa na região administrativa da Nova Aquitânia, no departamento de Charente-Maritime. Estende-se por uma área de 18,05 km². Em 2010 a comuna tinha 1 414 habitantes (densidade: 78,3 hab./km²).